# يان آدامز
يان آدامز (بالإنجليزية: Jan Elizabeth Adams)‏ هي دبلوماسية أسترالية، ولدت في 1963.